# Pierre Lardinois
Pierre Lardinois (Noorbeek, Països Baixos 1924) fou un polític neerlandès que va ser ministre al seu país i membre de la Comissió Ortoli entre 1973 i 1977.

## Biografia
Va néixer el 13 d'agost de 1924 a la població de Noorbeek, situada a la província de Limuburg. Entre 1977 i 1986 fou director de la companyia Rabobank.
Va morir el 16 de juliol de 1987 a la seva residència de la ciutat d'Amsterdam.

## Activitat política
Membre del Partit Popular Catòlic (KVP), el 1963 fou escollit diputat a la Tweede Kamer. El 1967 fou nomenat Ministre d'Agricultura en el govern del Primer ministre dels Països Baixos Piet de Jong, càrrec que ocupà fins al 1973. Així mateix entre 1972 i 1973 fou el coordinador d'Ajuda Assistencial i Assistència de les Antilles Neerlandeses i Surinam.
Membre del Parlament Europeu entre 1963 i 1967, l'any 1973 abandonà la política nacional per ser nomenat representant del seu país en la Comissió Ortoli, en la qual va esdevenir Comissari Europeu d'Agricultura, càrrec que va desenvolupar fins al 1977.